# ニッカカメラ
ニッカカメラ（Nicca camera Co. Ltd ）はかつて日本に存在したカメラメーカー。

## 概要
精機光学（現キヤノン）出身者が設立した「光学精機」という会社を前身とする。主にコピーライカを製造し、一眼レフカメラの時代が来るまでは人気カメラの1つであった。
同様にコピーライカを製造していたレオタックスカメラは東京光学（現トプコン）のトプコールを装着していたがニッカカメラは日本光学（現ニコン）のニッコールを装着した。戦前日本光学は主に日本海軍に、東京光学は主に日本陸軍に納入し「海のニッコー、陸のトーコー」と言われていたためその争いが再現していると言われた。
後にヤシカの完全子会社大邦光学となり、ヤシカに合併された。社屋は1980年の時点でヤシカ沼部分室として使用されていた。

## 歴史
- 1940年 - 精機光学（現キヤノン）でハンザキヤノンの製造に従事していた熊谷源二ら数人が光学精機を設立。ライカの改造から事業を開始した[3]。
- 1941年 - 戦争によりライカの輸入が困難になったため「パテントを無視してコピーせよ」との日本海軍の命令によりニッポンカメラを製造した。開発にはキヤノンの事実上の創業者でハンザキヤノンの製造開始前に精機光学を離れていた吉田五郎が協力した[4]。なお、ほぼ同時期にアメリカ軍はプレミア・インストゥルメントにカードンの開発を開始させたが、戦後イギリス軍がリード&シギリストに製造させたリードとともに終戦までには間に合わなかった。
- 1947年 - 社名を「ニッポンカメラ」、カメラ名を「ニッカ」に変更して製造再開。レンズは日本光学（現ニコン）のニッコールを装着した。
- 1950年 - 社名をニッカカメラに変更。
- 1955年 - ボディーがダイキャストのニッカ5型発売。
- 1958年5月[5] - ヤシカの完全子会社となり、社名を大邦光学に変更。事実上の吸収合併であるが、当時のヤシカ社長牛山善政が傾倒していた宗教家が即時合併に反対したため徐々に合併する形とした。
- 1966年 - 名目上もヤシカに吸収合併された。